# Zmarli w roku 1939
Lista osób zmarłych w 1939:

## styczeń 1939
- 2 stycznia – Roman Dmowski, polski polityk[1]
- 18 stycznia – Marian Sokołowski, polski botanik, taternik[2]
- 28 stycznia – William Butler Yeats, irlandzki poeta, dramaturg i filozof[3]

## luty 1939
- 7 lutego:
  - Boris Grigorjew (ros. Борис Дмитриевич Григорьев), rosyjski malarz[4]
  - Anzelm Polanco Fontecha, hiszpański augustianin, biskup, męczennik, błogosławiony katolicki[5]
  - Filip Ripoll Morata, hiszpański duchowny katolicki, męczennik, błogosławiony[6]
- 10 lutego – Pius XI, właśc. Achille Ratti, włoski duchowny katolicki, papież[7]
- 14 lutego – Clare Greet, angielska aktorka filmowa i teatralna[8]
- 18 lutego – Erik Hartvall, fiński żeglarz, medalista olimpijski[9]

## marzec 1939
- 2 marca – Howard Carter, brytyjski archeolog i egiptolog, odkrywca grobowca Tutanchamona[10]
- 5 marca – Jan Gwalbert Pawlikowski, polski ekonomista, publicysta i polityk, historyk literatury, taternik, jeden z pionierów ochrony przyrody[11]
- 6 marca – Ferdinand Lindemann, niemiecki matematyk[12]
- 9 marca – Ludwik Abramowicz-Niepokójczycki, polsko-litewski aktywista (krajowcy), redaktor, historyk drukarstwa[13]
- 21 marca – Adolf Martens, polski budowniczy[14]
- 31 marca – Johan Petter Åhlén, szwedzki przedsiębiorca i curler[15]

## kwiecień 1939
- 3 kwietnia – Walery Sławek, polski polityk i premier[16]
- 4 kwietnia – Joaquín García-Morato y Castaño, hiszpański pilot[17]
- 23 kwietnia – Maria Gabriella Sagheddu, włoska trapistka, błogosławiona katolicka[18]

## maj 1939
- 5 maja – Maurycy Zamoyski, polski polityk, ambasador i minister spraw zagranicznych II RP[19]
- 7 maja – Franciszek Paleari, włoski duchowny katolicki, błogosławiony[20]
- 9 maja:
  - Henryk Przeździecki, polski duchowny katolicki, biskup siedlecki[21]
  - Aleksander Rosiński, kapitan Wojska Polskiego, kawaler Orderu Virtuti Militari (ur. 1889)
- 13 maja:
  - Hipolit Grzegorzewski, wachmistrz, działacz niepodległościowy[22]
  - Stanisław Leśniewski, polski filozof i logik, przedstawiciel warszawskiej szkoły matematycznej[23]
- 19 maja – Karol Radek, działacz Kominternu[24]
- 24 maja – Aleksander Brückner, polski językoznawca[25]
- 25 maja – Frank Watson Dyson, brytyjski astronom[26]
- 29 maja – Urszula Ledóchowska, polska zakonnica, założycielka urszulanek szarych, święta katolicka[27]

## czerwiec 1939
- 4 czerwca – Andrzej Huszno – polski ksiądz, założyciel Polskiego Narodowego Kościoła Prawosławnego[28]
- 25 czerwca – Olaf Ørvig, norweski żeglarz, medalista olimpijski[29]
- 29 czerwca – Karol Gawalewicz, podporucznik weteran powstania styczniowego[30]

## lipiec 1939
- 8 lipca – Havelock Ellis, brytyjski lekarz i reformator społeczny, twórca seksuologii[31]
- 14 lipca – Alfons Mucha, czeski malarz, grafik[32]
- 18 lipca – Johann Franz (senior), spiskoniemiecki przewodnik tatrzański[33]
- 19 lipca – Rose Hartwick Thorpe, amerykańska poetka[34]
- 20 lipca – Emanuel Sonnenberg, polski lekarz, łódzki lekarz społecznik[35]
- 21 lipca – Tomasz Janiszewski, polski lekarz[36]
- 27 lipca – Stanisław Baczyński, polski pisarz i krytyk literacki[37]

## sierpień 1939
- 17 sierpnia – Wojciech Korfanty, polski polityk, działacz narodowy[38]

## wrzesień 1939
- 1 września:
  - Konrad Guderski, polski inżynier wodny, obrońca poczty Polskiej w Gdańsku[39]
  - Stefan Kwiatkowski, komandor podporucznik dowódca stawiacza min „Gryf”[40]
- 4 września:
  - Konstanty Woźniczka, polski górnik, działacz narodowy (ur. 1894)[41]
- 9 września – Józef Czechowicz, polski poeta[42]
- 10 września
  - Roman Nitecki, podporucznik kawalerii Wojska Polskiego, kawaler Orderu Virtuti Militari[43]
  - Władysław Raginis, kapitan piechoty Wojska Polskiego, legendarny dowódca w bitwie pod Wizną[44]
- 12 września – Władysław Suracki, podpułkownik dyplomowany piechoty Wojska Polskiego, kawaler Orderu Virtuti Militari[45]
- 15 września – August Dickmann, niemiecki Świadek Jehowy, ofiara nazizmu[46]
- 17 września – Franciszek Wysocki, polski oficer, kawaler Orderu Virtuti Militari (ur. 1895)
- 18 września – Stanisław Ignacy Witkiewicz, pseud. Witkacy, polski pisarz, malarz i filozof[47]
- 19 września – Stanisław Dąbek, polski pułkownik, dowódca Lądowej Obrony Wybrzeża podczas kampanii wrześniowej[48]
- 20 września:
  - Andrew Claude de la Cherois Crommelin, brytyjski astronom[49]
  - Tadeusz Dołęga-Mostowicz, polski pisarz, autor Kariery Nikodema Dyzmy[50]
- 23 września – Sigmund Freud, austriacki psychiatra i neurolog[51]
- 25 września – Charles Arentz, norweski żeglarz, medalista olimpijski[52]
- 26 września – Konstanty Zbijewski, polski oficer, kawaler Orderu Virtuti Militari (ur. 1898)

## październik 1939
- 5 października – Marian Skrzypczak, polski duchowny katolicki, męczennik, błogosławiony[53]
- 7 października – Józef Bach, polski oficer, kawaler Virtuti Militari (ur. 1898)
- 18 października:
  - Roman Pawłowski, polski duchowny katolicki, proboszcz chocki[54]
  - Ryszard Wilson, powstaniec styczniowy[55]
- 19 października – Nils Rinman, szwedzki żeglarz, olimpijczyk[56]
- 29 października – Walenty Milczarski, powstaniec styczniowy[57]
- 30 października – Wacław Gąsiorowski, polski powieściopisarz, dziennikarz, publicysta[58]
- 31 października – Leon Nowakowski, polski duchowny katolicki, męczennik, błogosławiony[59]

## listopad 1939
- 11 listopada – Alicja Jadwiga Kotowska, polska zakonnica, męczennica, błogosławiona Kościoła rzymskokatolickiego[60]
- 27 listopada – Marian Chilewski, polski oficer, kawaler Virtuti Militari (ur. 1892)
- 28 listopada – James Naismith, kanadyjski lekarz, twórca koszykówki[61]

## grudzień 1939
- 12 grudnia – Douglas Fairbanks, amerykański aktor, scenarzysta, reżyser i producent filmowy[62]
- 23 grudnia:
  - Anton Fokker, holenderski pionier lotnictwa, konstruktor i producent samolotów[63]
- 25 grudnia – Wilhelm Forsberg, szwedzki żeglarz, olimpijczyk[64]